# Черчілл Бразерс
ФК «Черчілл Бразерс Гоа» (англ. Churchill Brothers Football Club Goa) — індійський футбольний клуб з Маргао, Гоа, заснований у 1988 році. Виступає в І-Лізі. Домашні матчі приймає на стадіоні «Тілак Мейден Стедіум», місткістю 6 000 глядачів.

## Досягнення
- І-Ліга
  - Чемпіон: 2008–09, 2012–13
  - Фіналіст: 2007–08, 2009–10
- Національна футбольна ліга
  - Фіналіст: 1996–97, 1999–2000, 2001–02
- Кубок Федерації
  - Володар: 2013–14.